# Musikjahr 1936
Liste der Musikjahre

◄◄ | ◄ | 1932 | 1933 | 1934 | 1935 | Musikjahr 1936 | 1937 | 1938 | 1939 | 1940 | ► | ►►

Weitere Ereignisse · Country-Musik
Dieser Artikel behandelt das Musikjahr 1936.

## Ereignisse

### Olympische Spiele
- 1.–16. August: Bei den Olympischen Sommerspielen in Berlin werden wieder Kunstwettbewerbe ausgetragen. Werner Egk wird mit seinem Werk Olympische Festmusik Olympiasieger in der Disziplin Orchestermusik.

### Populäre Musik und Jazz
- 04. Januar: Das US-amerikanische Magazin The Billboard veröffentlicht erstmals auf der Welt eine Hitparade beliebter Musiktitel.
- 00. Januar: Mit The Music Goes Round and Round kann Tommy Dorsey mit seiner Kleinformation Clambake Seven seinen ersten Nummer-1-Hit in den nationalen Charts platzieren; Edythe Wright ist die Bandvokalistin.
- 15. Februar: Benny Goodman & His Orchestra landen mit dem Walter Donaldson-Titel It’s Been So Long einen Nummer-1-Hit in den Vereinigten Staaten. Ende des Monats wiederholte Goodman den Nr. 1-Erfolg mit Goofy Goofy, abermals mit Helen Ward als Sängerin.
- 04. April: Andy Kirk & His Twelve Clouds of Joy sind die ersten, die mit dem Swingklassiker Christopher Columbus in die US-Charts kommen; es folgen Benny Goodman, Fletcher Henderson und Teddy Wilson, alle vom 25. April 1936 an.
- 02. Mai: Als Chor-Song wurde You ursprünglich von Walter Donaldson für das Film-Musical The Great Ziegfeld geschrieben; Tommy Dorsey & His Orchestra haben damit einen weiteren Nummer-1-Hit in den USA. In derselben Woche hat Fats Waller einen Hit mit All My Life, ein Song aus dem Film Laughing Irish Eyes
- 30. Mai: Jimmy Dorsey hat seinen ersten Nummer-1-Hit mit Alan Jay Lerners It Is True What they say About Dixie?, ein Stück, das viele Tanzbands in ihrem Repertoire hatten.
- 27. Juni: Mit der von Jimmy Mundy arrangierten Ballade „These Foolish Things (Remind Me of You)“ kommt Benny Goodman zum fünften Mal auf Nummer 1 der Hitparade. Der Song wird bald zu einem populären Jazzstandard. In derselben Woche startet Fats Wallers It’s a Sin to Tell a Lie in die US-Charts und landet schließlich ebenfalls auf Position 1.
- 04. Juli: Andy Kirk hat seinen ersten Nummer-1-Hit mit Gus Kahns Until the Real Thing Comes Along (It Will Have to Do), ein Titel, der auch in den Versionen von Jan Garber, Fats Waller und Erskine Hawkins Erfolg haben wird.

Billie Holiday – Summertime (1936)

- 12. September: Billie Holiday schafft es mit ihrer Version des Gershwin-Klassikers Summertime auf #12 der US-Charts. Der Song aus Porgy and Bess schafft es zwar erste wieder Ende der 1950er-Jahre in die Hitparade, wird aber zu einem populären Standard.
- 03. Oktober: Mit dem Song You Turned the Tables On Me aus dem Filmmusical Sing, Sing, Sing hat Benny Goodman abermals einen Nummer-1-Hit. Bandsängerin Helen Ward enttäuscht alle männlichen Fans, als sie sich danach vorübergehend von der Bühne zurückzieht, um zu heiraten.
- 24. Oktober: Jimmy Lunceford & His Orchestra bringt erfolgreich Will Hudson/Mitchell Parishs „Organ Grinder’s Swing“ in die Hitparade; Sy Oliver arrangiert die bald populäre Version erst im Studio.
- 14. November: The Way You Look Tonight ist ein Erfolgssong aus dem Film Swing Time, mit dem Teddy Wilson und Billie Holiday #3 der US-Charts erreichen. Auch Fred Astaire und Guy Lombardo sind mit dem Song erfolgreich.
- 23. November: Erste Aufnahmesession des Bluesmusikers Robert Johnson.
- 19. Dezember: Teddy Wilson und Lady Day erobern erneut die Hitparade mit I Can’t Give You Anything but Love, der vier Wochen in den Charts bleibt und #5 erreicht.
- Das Lied Goody Goody von Matty Malneck (Musik) und Johnny Mercer (Liedtext) wird erstmals von Ted Wallace and His Swing Kings veröffentlicht.
- Arie Maasland komponiert den europäischen Tango Olé Guapa. Der Ohrwurm prägt die Tanzsäle der 1950er-Jahre.

### Klassische Musik und Musiktheater

#### Oper
- 26. Januar: Nachdem die Oper Lady Macbeth von Mzensk von Dmitri Dmitrijewitsch Schostakowitsch seit ihrer Uraufführung 1934 einen Erfolg nach dem anderen gefeiert hat, besuchen Stalin, Molotow, Mikojan und Schdanow die Aufführung der Oper im Bolschoi-Theater in ihrer Regierungsloge. Nach der Vorstellung verschwindet Stalin, ohne den Komponisten in seiner Loge empfangen zu haben. Am 28. Januar bringt die Prawda den nicht signierten Artikel „Chaos statt Musik“ über das Werk. In der Folge werden alle Aufführungen gestoppt. Ein Kritiker nach dem anderen tut Abbitte und stolpert über seine vorherigen Meinungen. Das Werk kann erst wieder im Jahr 1963 in vom Komponisten gründlich überarbeiteter Form wieder aufgeführt werden.
- 22. Februar: Die Uraufführung der Oper Judith von Natanael Berg erfolgt am Kungliga Teatern in Stockholm.
- 28. Februar: Die Oper Bloud (Das Tor) von Josef Bohuslav Foerster wird am Nationaltheater Prag uraufgeführt.
- 27. März: Die Uraufführung der Oper Rossini in Neapel von Bernhard Paumgartner findet am Stadttheater Zürich statt.
- 26. Mai: Die Oper Doktor Johannes Faust von Hermann Reutter wird an den Städtischen Bühnen in Frankfurt am Main unter der Regie von Walter Felsenstein uraufgeführt. Das Libretto stammt von Ludwig Andersen alias Ludwig Strecker dem Jüngeren. Es basiert auf dem alten Puppenspiel Doktor Faust in der Fassung von Karl Simrock.
- 15. November: Die Uraufführung der Oper Enoch Arden oder der Möwenschrei von Ottmar Gerster findet in Düsseldorf statt. Das Libretto stammt von Karl Michael von Levetzow. Es basiert auf der 1864 von dem englischen Dichter Alfred Tennyson verfassten Ballade Enoch Arden. Das Werk wird für kurze Zeit eine der meistaufgeführten zeitgenössischen Opern, gerät aber bald in Vergessenheit.
- 06. Dezember: Die Oper Schwarzer Peter von Norbert Schultze wird an der Hamburgischen Staatsoper uraufgeführt.

#### Operette
- 02. Januar: In der Staatsoper Unter den Linden in Berlin findet die Uraufführung der Operette Die große Sünderin von Eduard Künneke statt.
- 18. Januar: Die Operette Kaiserin Josephine von Emmerich Kálmán auf das Libretto von Paul Kepler und Géza Herczeg wird am Zürcher Stadttheater uraufgeführt.
- 17. April: Uraufführung der Operette Mädel ahoi von Walter Kollo im Deutschen Nationaltheater, Osnabrück
- 09. Oktober: Unter dem Titel Auf der grünen Wiese wird an der Volksoper Wien die österreichische Fassung der tschechischen Operette Na tý louce zelený von Jara Beneš uraufgeführt.
- 18. Dezember: Uraufführung der Operette Roxy und ihr Wunderteam von Paul Abraham (Musik) auf ein Libretto von Imre Harmath, Dezső Kellér und László Szilágyi in Budapest.
- 31. Dezember: Die Uraufführung der Operette Liebe in der Lerchengasse von Arno Vetterling findet in Magdeburg statt.

#### Musical
- 11. April: Das Musical On Your Toes von Richard Rodgers mit Musiktexten von Lorenz Hart hat seine Uraufführung am Broadway im Imperial Theatre. Rodgers und Hart unternehmen mit dem in Zusammenarbeit mit George Abbott entstandenen Book musical erstmals den Versuch, Ballett als handlungstragenden Teil im Stückaufbau zu verwenden. Die Choreographie stammt von George Balanchine.
- 29. Oktober: Red, Hot and Blue!, eine Musical Comedy mit der Musik und den Gesangstexten von Cole Porter und einem Buch von Howard Lindsay und Russel Crouse wird am Alvin Theatre in New York uraufgeführt. Ethel Merman spielt neben Jimmy Durante und Bob Hope die Hauptrolle.
- 19. November: Das Musiktheaterstück Johnny Johnson wird im 44th Street Theatre in New York City uraufgeführt.

#### Instrumentalmusik
- 19. April: Das Violinkonzert von Alban Berg wird nach dem Tod des Komponisten unter der Leitung von Hermann Scherchen auf dem Musikfest im Palau de la Música Catalana in Barcelona uraufgeführt.
- 02. Mai: Das musikalische Märchen Peter und der Wolf von Sergei Prokofjew wird nach der Rückkehr des Komponisten in die Sowjetunion uraufgeführt, angeregt von Natalija Saz, der künstlerischen Leiterin des Moskauer Zentralen Kindertheaters, um Kinder mit den Instrumenten des Sinfonieorchesters vertraut zu machen. Das Stück erregt nur geringe Aufmerksamkeit.
- Juhan Aavik: Suite über estnische Volksweisen für Orchester; Mälestused noorusamaalt [Erinnerung an das Heimatland], Suite für Orchester, Teil 1[1]
- Evald Aav: Ballade für Klavier[2]
- Francesco Cilea: Piccola Suite für Orchester

#### Vokalmusik
- Evald Aav: Humal [Hopfen] für gemischten Chor; Öösse ära kadus [Verlorene in der Nacht] für Männerchor; Text: Juhan Liiv[2]
- Juhan Aavik: Koots-kull [Haschenspiel] für Frauenchor[1]

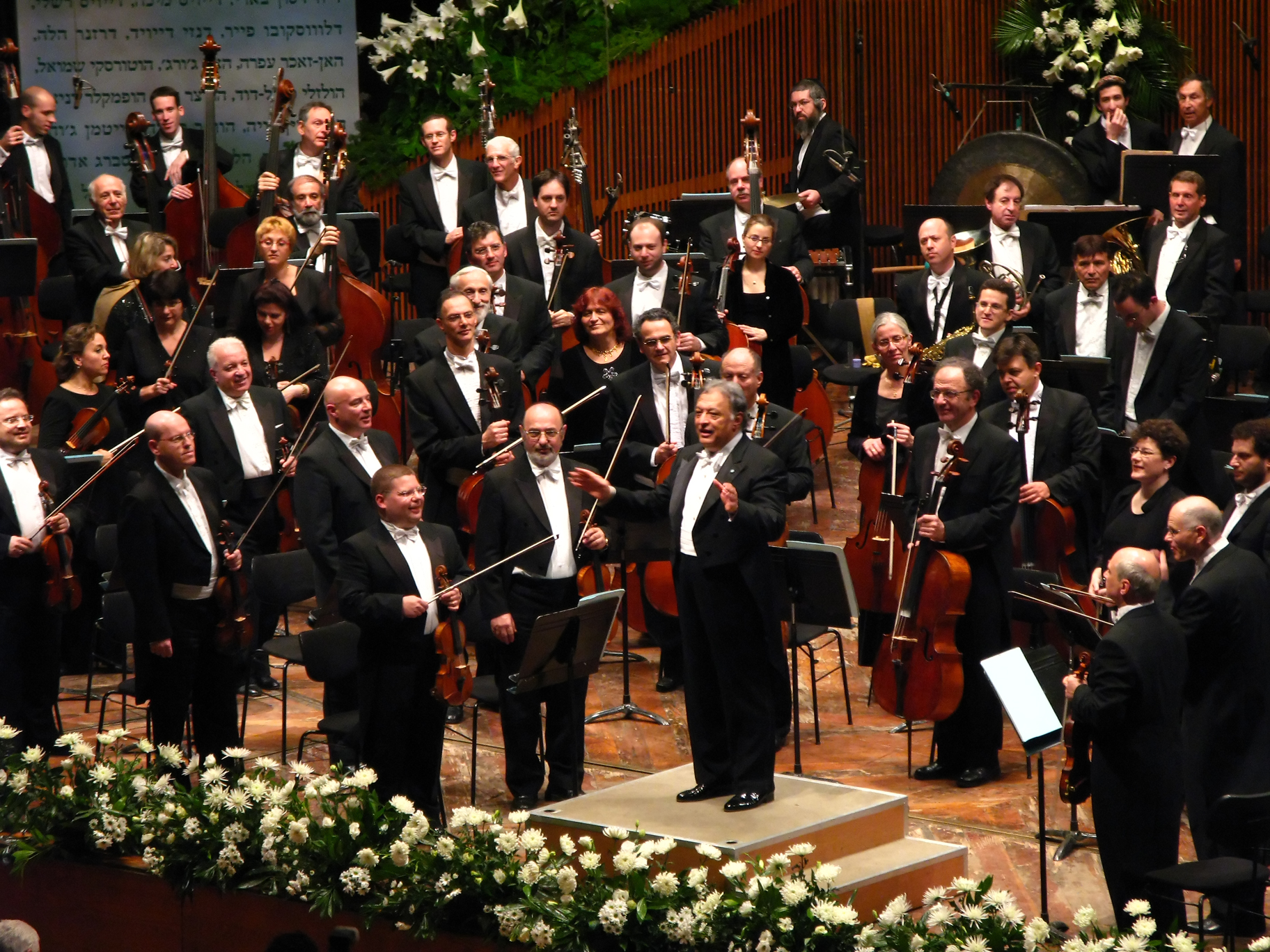
Das Israel Philharmonic Orchestra zur Feier seines 70-jährigen Bestehens 2006, zusammen mit Zubin Metha.

### Film
- 05. Februar: Charlie Chaplins satirischer Stummfilm Modern Times hat in New York Premiere. Der Film, der eine Satire auf den Taylorismus in der Arbeitswelt darstellt, wird zu einem von Chaplins erfolgreichsten Werken. Auch die Filmmusik stammt von ihm.
- Ein verhängnisvolles Geigensolo – deutscher Kurzfilm von Produzent und Regisseur Rolf Raffé mit dem Komikerduo Karl Valentin und Liesl Karlstadt.

### Gründungen
- 26. Dezember: Das neu gegründete Israel Philharmonic Orchestra gibt, geleitet von Arturo Toscanini sein erstes Konzert. Auf dem Programm stehen die 2. Sinfonie von Johannes Brahms und die Ouvertüre zur Oper Oberon von Carl Maria von Weber.
- In der Usbekischen SSR wird das Staatliche Konservatorium Usbekistans gegründet.
- Das Country-Duos Homer and Jethro wird in Knoxville, Tennessee, gegründet.

## Neuveröffentlichungen (Auswahl)

### Lieder und Kompositionen
| Lied                      | Text           | Musik                      | Erstinterpret  | Label             | Veröffentlichung  | Genre         | Weitere Informationen        |
| ------------------------- | -------------- | -------------------------- | -------------- | ----------------- | ----------------- | ------------- | ---------------------------- |
| Caravan                   | Irving Mills   | Juan Tizol, Duke Ellington | Barney Bigard  |                   | 1936              | Jazz          | Jazzstandard                 |
| Heidewitzka, Herr Kapitän | Karl Berbuer   | Karl Berbuer               | Karl Berbuer   |                   | 1936              | Karnevalslied | in kölscher Sprache verfasst |
| Ramblin’ on My Mind       | Robert Johnson |                            | Robert Johnson | Vocalion, ARC     | 23. November 1936 | Blues         |                              |
| Sing, Sing, Sing          | Louis Prima    |                            | Louis Prima    | Brunswick Records | Mai 1936          | Jazz          | Jazzstandard                 |

## Geboren

### Januar
- 02. Januar: Iván Eröd, österreichischer Komponist, Pianist und Universitätslehrer († 2019)
- 02. Januar: Paul Freeman, US-amerikanischer Dirigent († 2015)
- 02. Januar: Roger Miller, US-amerikanischer Country-Sänger und Songwriter († 1992)
- 03. Januar: Raúl Garello, argentinischer Bandoneonist, Orchesterleiter und Bandoneonist († 2016)
- 05. Januar: Eldar Issakadze, georgischer Cellist und Cellopädagoge († 2005)
- 07. Januar: Richie Allen, US-amerikanischer Surf-Sound-Musiker († 2022)
- 08. Januar: Zdeněk Mácal, tschechischer Dirigent († 2023)
- 12. Januar: Raimonds Pauls, lettischer Komponist
- 14. Januar: Linda Lawson, US-amerikanische Schauspielerin und Sängerin († 2022)

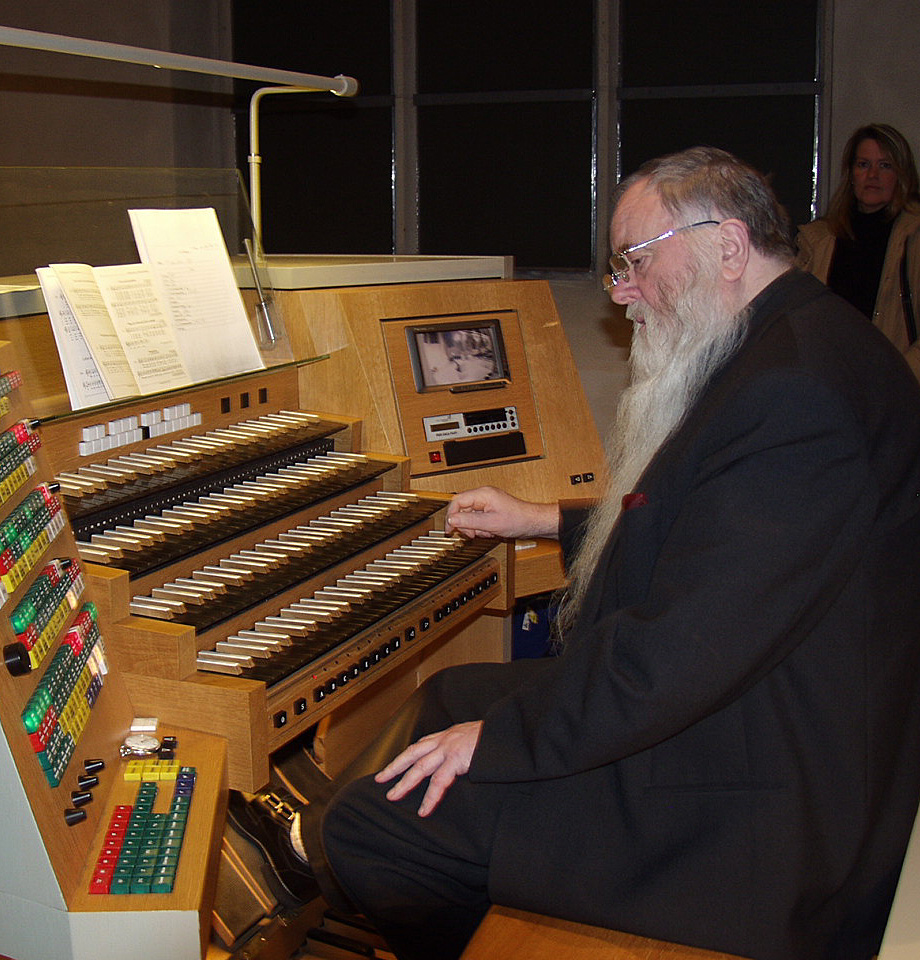
Peter Bares; * 16. Januar

- 16. Januar: Peter Bares, deutscher Organist und bedeutender Komponist für Kirchenmusik († 2014)
- 19. Januar: Willie „Big Eyes“ Smith, US-amerikanischer Blues-Musiker († 2011)
- 22. Januar: Luis Jorge González, argentinischer Komponist und Musikpädagoge († 2016)
- 23. Januar: Marvin Jackson, US-amerikanischer Rockabilly und Country-Musiker († 2022)
- 24. Januar: Jack Scott, kanadischer Country-Pop- und Rockabilly-Musiker († 2019)
- 29. Januar: James Jamerson, US-amerikanischer Bassist († 1983)
- 30. Januar: Dries Holten, niederländischer Sänger und Textdichter († 2020)
- 30. Januar: Horst Jankowski, deutscher Jazzpianist und Bandleader († 1998)
- 30. Januar: Klaus Weise, deutscher Dirigent († 2022)
- 31. Januar: Hiroshi Hoshina, japanischer Komponist und Dirigent

### Februar
- 05. Februar: Horst Fascher, deutscher Manager und Musikpromoter, Mitbegründer und Geschäftsführer des Hamburger Star-Clubs
- 06. Februar: Takeshi Inomata, japanischer Jazz- und Fusionmusiker und Bandleader († 2024)
- 07. Februar: William Bennett, britischer Flötist († 2022)
- 07. Februar: Paul Kilburn, kanadischer Pianist, Komponist und Musikpädagoge († 2020)
- 09. Februar: Johnny Heartsman, US-amerikanischer Bluesmusiker und Songwriter († 1996)
- 12. Februar: Arnošt Parsch, tschechischer Komponist († 2013)
- 14. Februar: Joan O’Brien, US-amerikanische Schauspielerin und Sängerin († 2025)
- 16. Februar: Buddy Deppenschmidt, US-amerikanischer Jazzschlagzeuger und Perkussionist († 2021)
- 16. Februar: Eliahu Inbal, israelischer Dirigent
- 19. Februar: Sieglinde Ahrens, deutsche Organistin und Hochschullehrerin
- 20. Februar: Barry Hanner, US-amerikanischer Opernsänger († 2025)
- 27. Februar: Erich Siebenschuh, deutscher Opernsänger
- 29. Februar: Sigi Hoppe, deutscher Schlagersänger († 2010)

### März
- 01. März: Gracia Montes, spanische Sängerin († 2022)
- 02. März: Buell Neidlinger, US-amerikanischer Kontrabassist, Cellist und Hochschullehrer († 2018)
- 03. März: Fitnete Rexha, albanische Volksmusikerin († 2003)
- 03. März: Rachel Yakar, französische Opernsängerin († 2023)
- 04. März: Jay Chevalier, US-amerikanischer Rockabilly-Musiker († 2019)

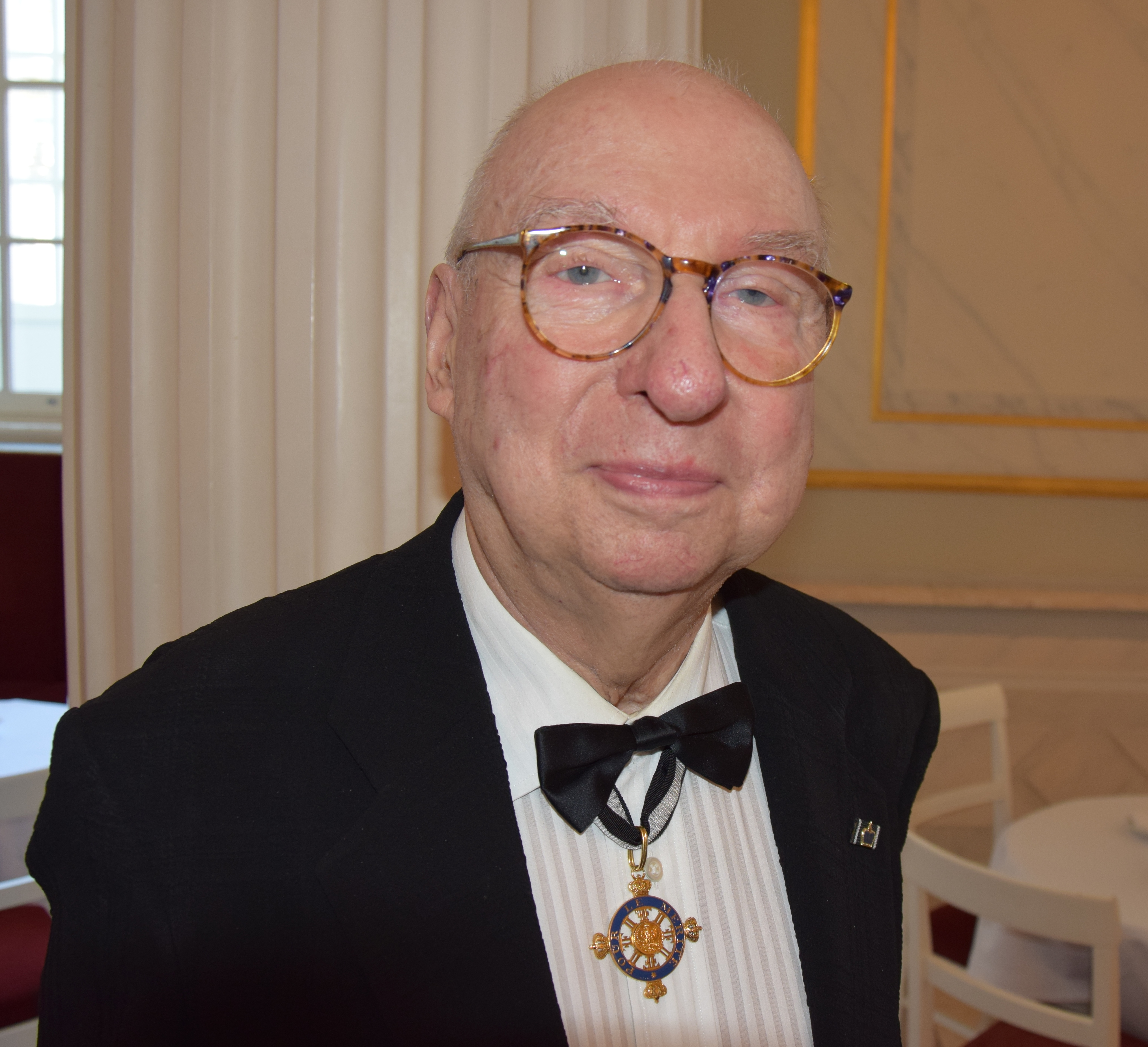
Aribert Reimann; * 4. März

- 04. März: Aribert Reimann, deutscher Komponist und Pianist († 2024)
- 06. März: Elmar Schloter, deutscher Organist und Dirigent († 2011)
- 08. März: Red West, US-amerikanischer Schauspieler, Stuntman, Sänger, Songwriter und Leibwächter († 2017)

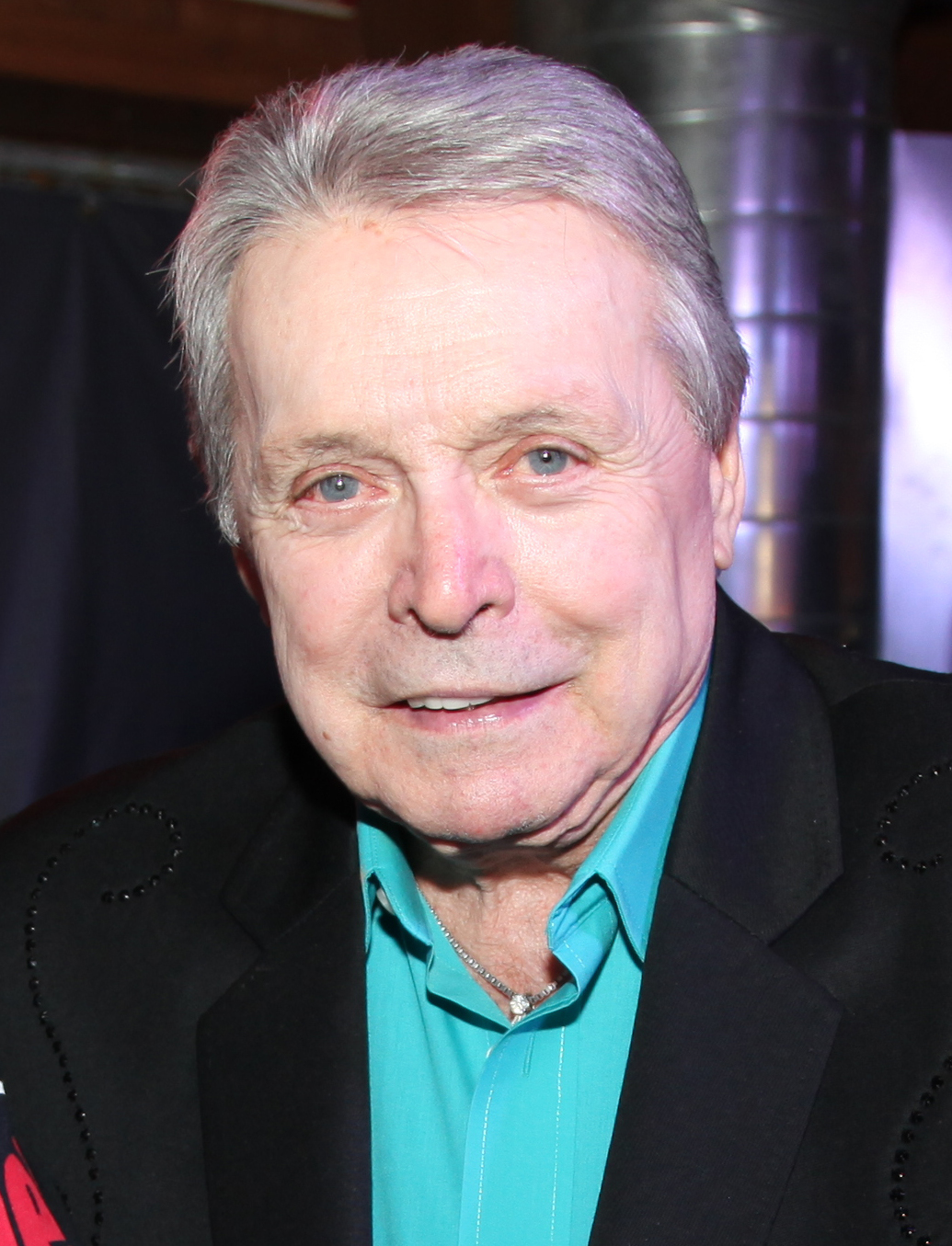
Mickey Gilley; * 9. März

- 09. März: Mickey Gilley, US-amerikanischer Country-Sänger und Pianist († 2022)
- 15. März: Hans Süper junior, deutscher Musiker und Komiker († 2022)
- 16. März: Alois Albrecht, deutscher römisch-katholischer Priester, Generalvikar und Liedtexter († 2022)
- 17. März: Ladislav Kupkovič, slowakischer Komponist, Dirigent und Hochschulprofessor († 2016)
- 19. März: Irina Tigranova, russisch-armenische Musikwissenschaftlerin und Hochschullehrerin († 2011)
- 19. März: Birthe Wilke, dänische Sängerin
- 20. März: Lee Perry, jamaikanischer Musikproduzent († 2021)
- 21. März: Betty Curtis, italienische Sängerin († 2006)
- 21. März: Stan Hitchcock, US-amerikanischer Country-Musiker und Moderator († 2023)
- 21. März: Mike Westbrook, britischer Jazzmusiker

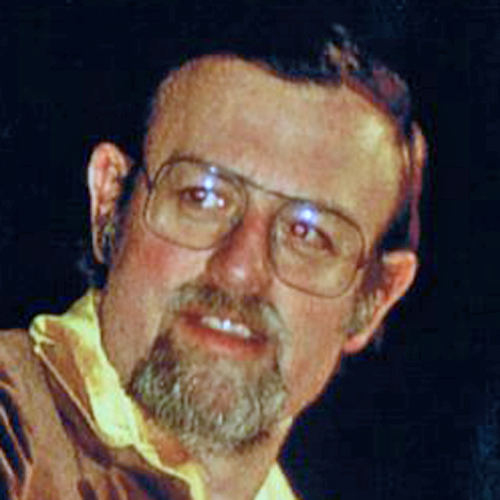
Roger Whittaker; * 22. März

- 22. März: Roger Whittaker, britischer Sänger und Liedermacher († 2023)
- 25. März: Giora Feidman, argentinischer Klarinettist
- 26. März: Erich Urbanner, österreichischer Komponist und Musikpädagoge
- 27. März: Malcolm Goldstein, US-amerikanischer Komponist, Violinist und Improvisationsmusiker
- 27. März: Jan Wróblewski, polnischer Jazzmusiker, Komponist, Arrangeur und Dirigent, sowie Journalist und Musikkritiker († 2024)
- 29. März: Danny Marino, italienischer, vorwiegend in Deutschland tätiger Chanson- und Schlagersänger sowie Liedtexter († 2003)
- 30. März: Kurt Giese, deutscher Jazzmusiker (Schlagzeug), Musikproduzent und Hörfunkmoderator († 2008)
- 31. März: Nikša Bareza, jugoslawischer bzw. kroatischer Musiker und Dirigent († 2022)

### April
- 03. April: Rocco Scott LaFaro, US-amerikanischer Musiker († 1961)
- 03. April: Jimmy McGriff, US-amerikanischer Blues-, Soul- und Jazz-Organist († 2008)
- 03. April: Friedrich Meyer-Oertel, deutscher Opernregisseur († 2021)
- 04. April: Hannes Stütz, deutscher Kabarettist und Liedermacher († 2022)

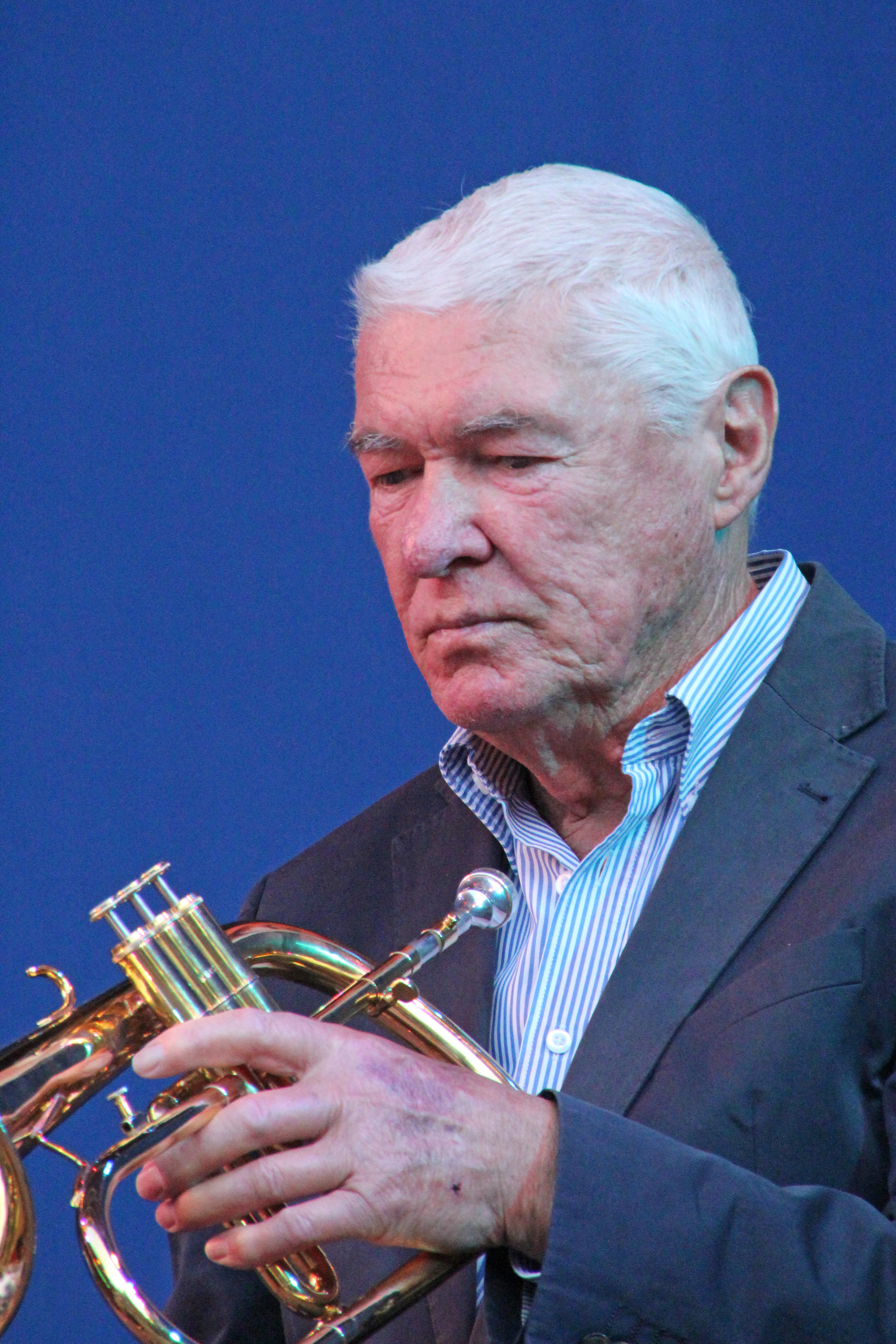
Manfred Schoof; * 6. April

- 06. April: Manfred Schoof, deutscher Jazztrompeter
- 06. April: Jaroslav Zeman, tschechischer Komponist († 2022)
- 08. April: Brigitta Seidler-Winkler, deutsche Sopranistin und Gesangspädagogin († 2021)
- 10. April: Ricky Valance, walisischer Popsänger († 2020)
- 11. April: Jocy de Oliveira, brasilianische Pianistin und Komponistin
- 11. April: Jimmy Sabater, US-amerikanischer Musiker und Songwriter († 2012)
- 12. April: Burgess Gardner, US-amerikanischer Jazz- und Rhythm-&-Blues-Musiker († 2021)
- 13. April: Overton Berry, US-amerikanischer Jazzmusiker († 2020)
- 13. April: Henryk Majewski, polnischer Jazzmusiker († 2005)
- 15. April: Héctor Quintanar, mexikanischer Komponist († 2013)
- 16. April: Otto Ruthenberg, deutscher Komponist, Dirigent und Chorleiter († 2022)
- 16. April: Klaas Wit, niederländischer Jazz- und Unterhaltungsmusiker († 2020)
- 17. April: Eberhard Möller, deutscher Musikwissenschaftler und Hochschullehrer († 2015)
- 17. April: Siegfried Schmidt-Joos, deutscher Musik- und Kulturredakteur, Autor († 2025)
- 22. April: Glen Campbell, US-amerikanischer Country-Sänger († 2017)
- 22. April: Pierre Hétu, kanadischer Dirigent und Pianist († 1998)
- 22. April: Michael Höltzel, deutscher Hornist und Musikprofessor († 2017)
- 22. April: Peter Rummenhöller, deutscher Musikwissenschaftler und Pianist († 2023)
- 22. April: Paul Wißkirchen, deutscher Kirchenmusiker († 2003)

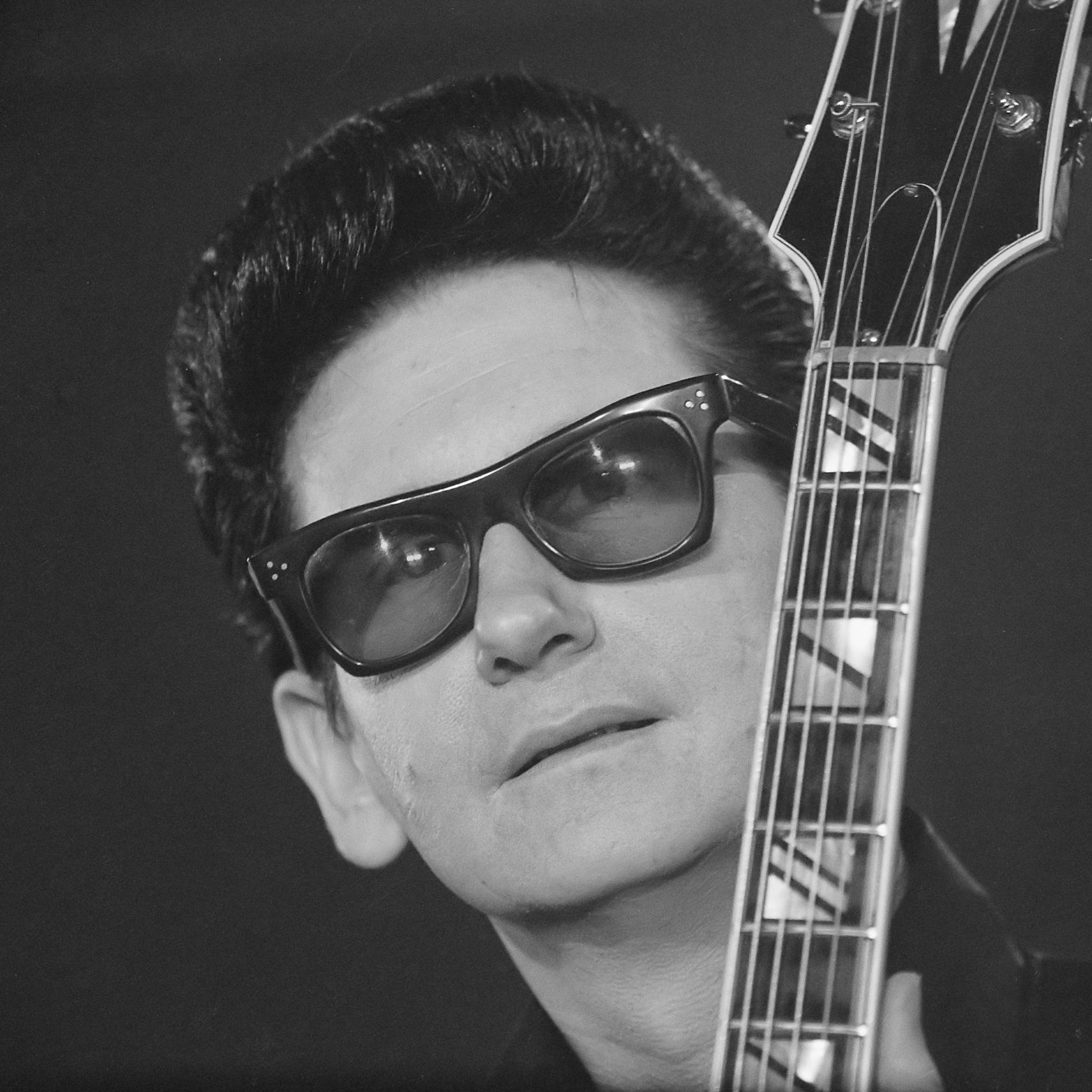
Roy Orbison; * 23. April

- 23. April: Roy Orbison, US-amerikanischer Country- und Rock-Sänger († 1988)
- 26. April: Carson Parks, US-amerikanischer Sänger und Texter († 2005)
- 26. April: Botir Zokirov, usbekischer sowjetischer Sänger, Schriftsteller, Dichter, Maler und Schauspieler († 1985)

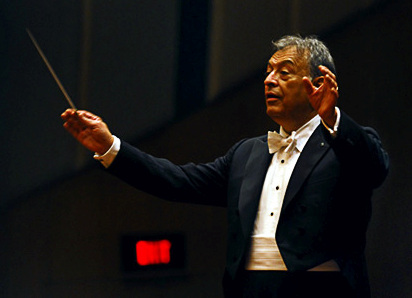
Zubin Mehta; * 29. April

- 29. April: Zubin Mehta, indischer Dirigent

### Mai
- 02. Mai: Helga Brauer, deutsche Schlagersängerin († 1991)
- 02. Mai: Engelbert, britisch-US-amerikanischer Schlagersänger
- 02. Mai: Derek Healey, britischer Komponist, Organist und Musikpädagoge
- 06. Mai: Ernst Klaus Schneider, deutscher Musikpädagoge und Hochschullehrer
- 08. Mai: Henning Frederichs, deutscher Komponist, Dirigent und Musikpädagoge († 2003)
- 11. Mai: Tony Barrow, britischer Journalist und Pressesprecher der Beatles († 2016)

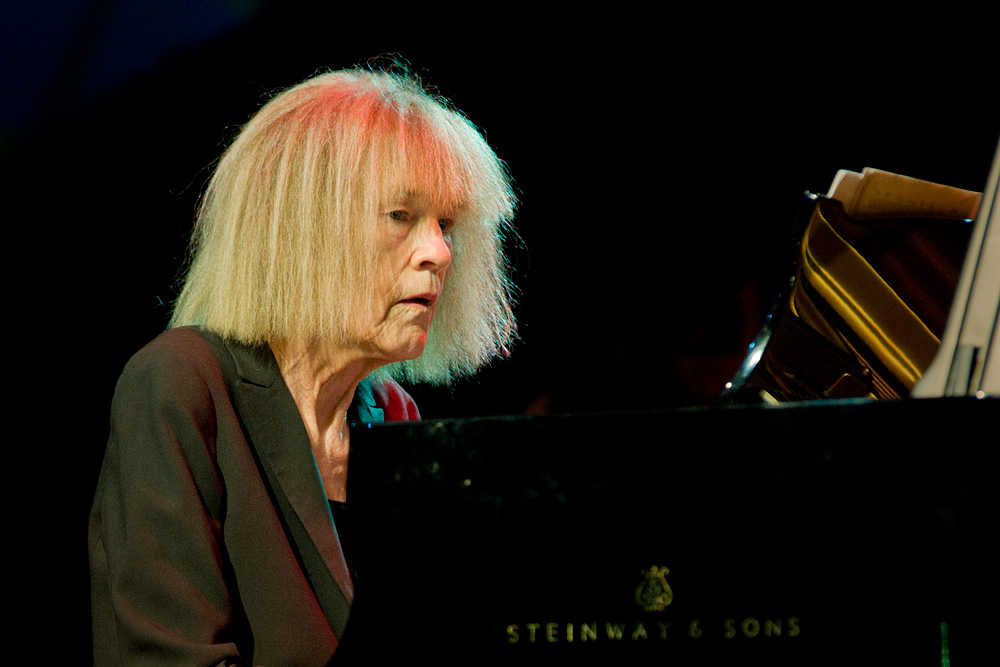
Carla Bley; * 11. Mai

- 11. Mai: Carla Bley, US-amerikanische Musikerin und Komponistin († 2023)

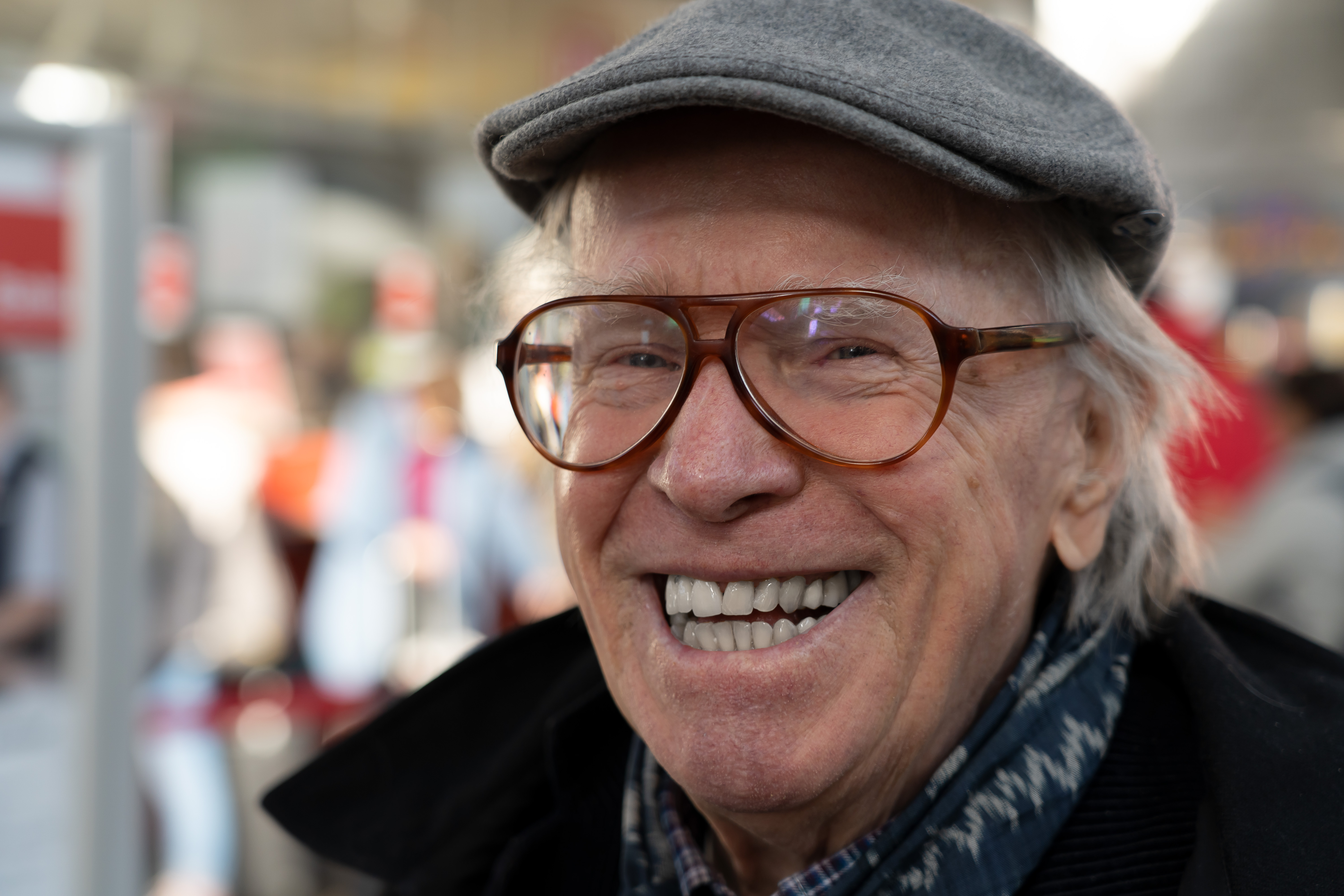
Klaus Doldinger; * 12. Mai

- 12. Mai: Klaus Doldinger, deutscher Musiker, Komponist und Saxophonist
- 14. Mai: Bobby Darin, US-amerikanischer Popmusiker († 1973)
- 14. Mai: Charlie Gracie, US-amerikanischer Rockabilly-Musiker und Gitarrist († 2022)
- 15. Mai: Jean Balissat, Schweizer Komponist und Professor († 2007)
- 15. Mai: Frank Thomas, französischer Musik-Manager und Liedtexter († 2017)
- 15. Mai: Wally Deane, US-amerikanischer Rockabilly-Musiker († 1986)
- 17. Mai: Alfred Anderau, Schweizer Gymnasiallehrer, Übersetzer, Liedersammler, Komponist, Arrangeur und Herausgeber
- 17. Mai: Philippe Boesmans, belgischer Komponist und Organist († 2022)
- 17. Mai: Hans-Rudolf Dürrenmatt, Schweizer Musikwissenschaftler und Hochschullehrer († 2023)
- 18. Mai: Wladislaw Germanowitsch Agafonnikow, sowjetischer und russischer Komponist
- 20. Mai: Gerhard Paul, Redemptorist und Autor Neuer Geistlicher Lieder († 1994)
- 22. Mai: Helmut Wulz, österreichischer Volkskundler, Musiker, Journalist und Autor († 2023)
- 23. Mai: Ingeborg Hallstein, deutsche Opernsängerin
- 25. Mai: Tom T. Hall, US-amerikanischer Countrymusiker († 2021)
- 26. Mai: Guido Eugster, Schweizer Sänger und Musikproduzent († 2021)
- 26. Mai: Marie Rouanet, französische Schriftstellerin und Sängerin
- 29. Mai: Wyn Hoop, deutscher Schlagersänger
- 29. Mai: Jackie Lee, irische Pop-Sängerin
- 29. Mai: Wjatscheslaw Owtschinnikow, russischer Komponist († 2019)

### Juni
- 01. Juni: Ronald Atkins, britischer Jazzautor († 2025)
- 06. Juni: Kaspar Schaefer, deutscher Flötist, Cembalist und Konzertagent († 1997)
- 06. Juni: Levi Stubbs, US-amerikanischer Soul-Sänger († 2008)
- 06. Juni: Dwight Winenger, US-amerikanischer Komponist
- 08. Juni: James Darren, US-amerikanischer Sänger, Schauspieler und Regisseur († 2024)
- 12. Juni: Hans Eibl, österreichischer Komponist und Professor († 2019)
- 14. Juni: Josef Haselbach, Schweizer Komponist und Organist († 2002)
- 14. Juni: Renaldo Benson, US-amerikanischer Soul- und R&B-Sänger († 2005)
- 22. Juni: Hermeto Pascoal, brasilianischer Musiker

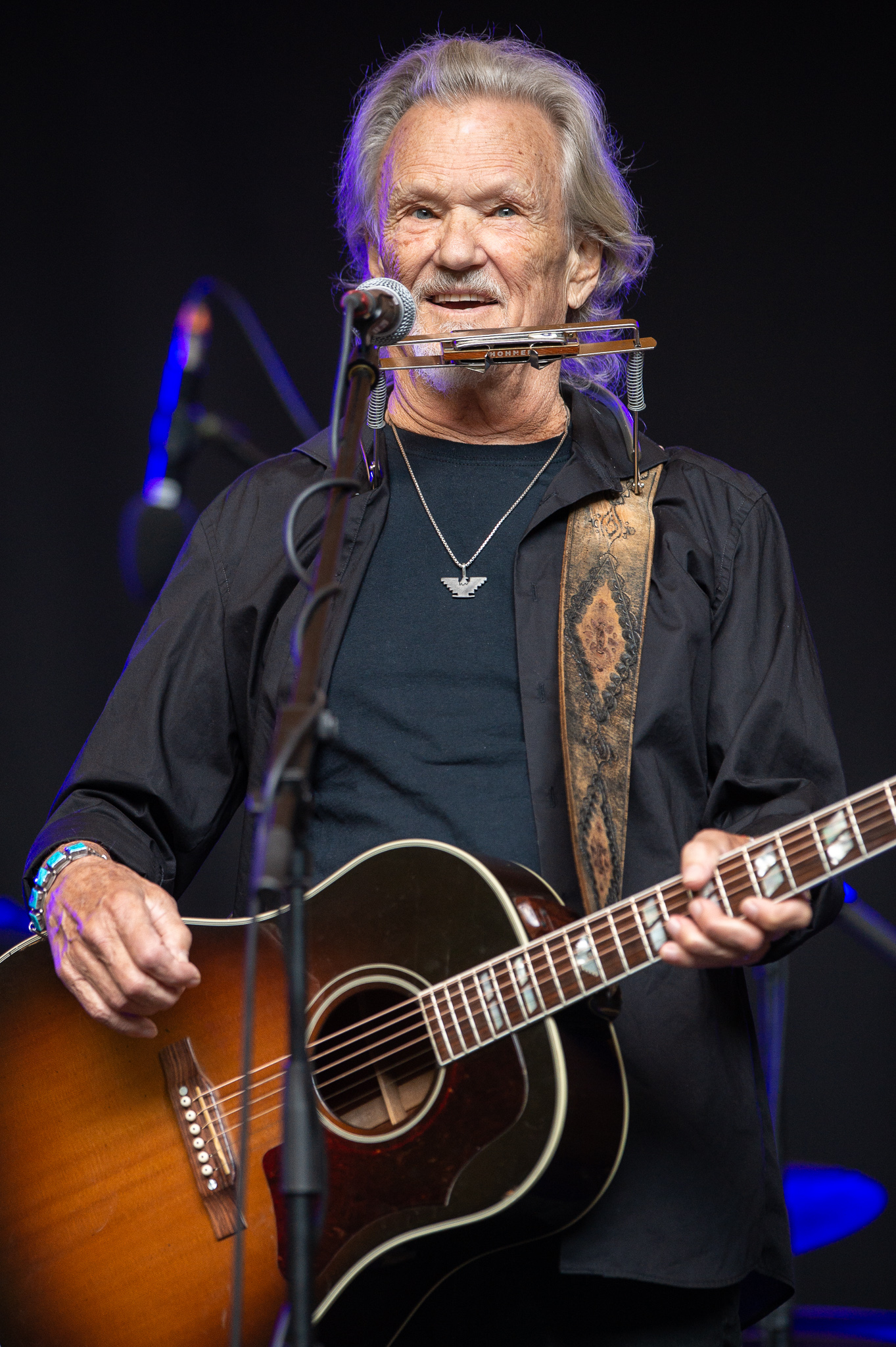
Kris Kristofferson; * 22. Juni

- 22. Juni: Kris Kristofferson, US-amerikanischer Country-Musiker und Schauspieler († 2024)
- 23. Juni: Walter Krafft, deutscher Pianist und Musikpädagoge († 2021)
- 23. Juni: Ole Molin, dänischer Jazzgitarrist († 2024)
- 26. Juni: Reinhard Stollreiter, deutscher Chorleiter und Hochschullehrer
- 28. Juni: Tom Drake, kanadischer Singer-Songwriter, Drehbuchautor und Regisseur († 2008)
- 29. Juni: Günter Saalmann, deutscher Schriftsteller und Musiker († 2024)
- 30. Juni: Dave Van Ronk, US-amerikanischer Blues-Musiker († 2002)

### Juli
- 01. Juli: Syl Johnson, US-amerikanischer Blues-, Soul- und R&B-Musiker († 2022)

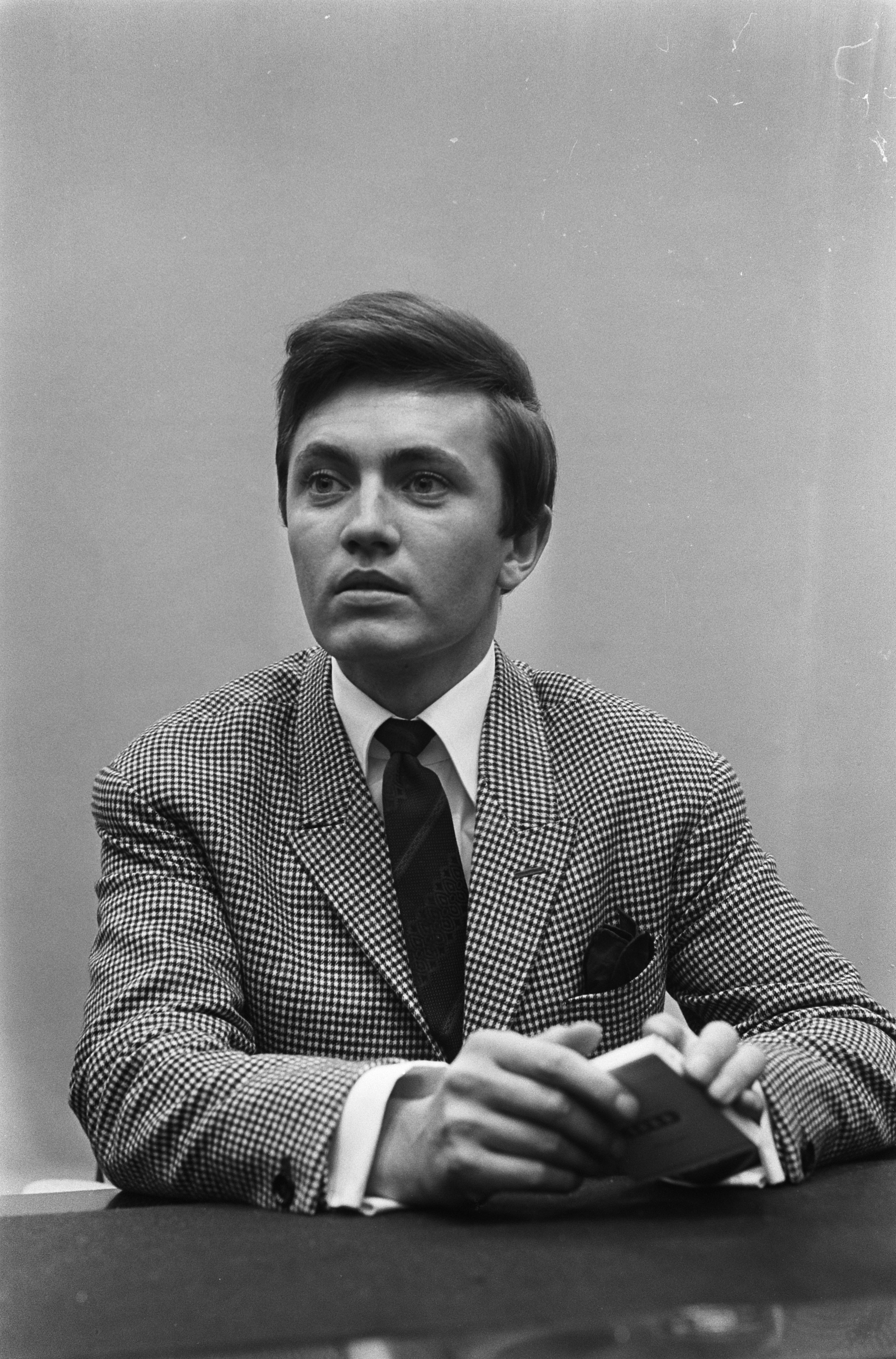
Rex Gildo; * 2. Juli

- 02. Juli: Rex Gildo, deutscher Sänger und Schauspieler († 1999)
- 03. Juli: Alfred Rinderspacher, deutscher Fagottist († 2024)
- 06. Juli: Chris White, US-amerikanischer Jazz-Bassist († 2014)
- 07. Juli: Françoise Cotron-Henry, französische Pianistin und Komponistin († 1975)
- 07. Juli: Friedhelm Döhl, deutscher Professor für Komposition († 2018)
- 07. Juli: Larry Miller, US-amerikanischer Cajun-Akkordeonbauer
- 08. Juli: Gabi Novak, jugoslawische bzw. kroatische Pop- und Schlagersängerin († 2025)
- 11. Juli: Smokey Wilson, US-amerikanischer Bluesgitarrist († 2015)
- 16. Juli: Johann Sengstschmid, österreichischer Klangreihenkomponist
- 17. Juli: Nick Brignola, US-amerikanischer Musiker († 2002)
- 17. Juli: Sonny Morgan, US-amerikanischer Jazzmusiker († 1976)
- 17. Juli: Danuta Rinn, polnische Sängerin und Schauspielerin († 2006)
- 18. Juli: Damian Luca, rumänischer Musiker
- 18. Juli: Gerd Böttcher, deutscher Schlagersänger und Schauspieler († 1985)
- 19. Juli: Guy Reibel, französischer Komponist, Musikpädagoge und Chorleiter
- 21. Juli: Ursula Schröder-Feinen, deutsche Opernsängerin († 2005)
- 22. Juli: Don Patterson, US-amerikanischer Jazzorganist († 1988)
- 26. Juli: Antonio Mastrogiovanni, uruguayischer Komponist und Musikpädagoge († 2010)
- 29. Juli: Horst-Dieter Bolz, deutscher Trompeter und Musikpädagoge († 2021)
- 29. Juli: Jean-Charles Capon, französischer Jazzcellist († 2011)
- 30. Juli: Buddy Guy, US-amerikanischer Bluesmusiker
- 30. Juli: Istvàn Zelenka, ungarischer Komponist († 2022)

### August
- 02. August: André Gagnon, kanadischer Komponist, Pianist, Dirigent und Schauspieler († 2020)
- 02. August: Anthony Payne, britischer Komponist († 2021)
- 03. August: Vice Vukov, kroatischer Sänger und Politiker († 2008)
- 04. August: Mani Matter, Schweizer Musiker († 1972)
- 06. August: Joe Diorio, US-amerikanischer Jazzmusiker und Musikpädagoge († 2022)
- 06. August: Ray Doggett, US-amerikanischer Rockabilly-Musiker, Songschreiber und Produzent († 2002)
- 11. August: Rolf Krenzer, Kinderbuchautor und Musicalkomponist († 2007)
- 12. August: Margot Eskens, deutsche Schlagersängerin († 2022)
- 19. August: Hans-Dieter Baum, deutscher Pianist, Dirigent und Hochschullehrer († 2021)
- 25. August: Willie Garnett, britischer Blues- und Jazzmusiker († 2021)
- 27. August: Hans Georg Bertram, deutscher Komponist und Organist († 2013)
- 27. August: Elroy Dietzel, US-amerikanischer Rockabilly-Musiker († 1990)
- 27. August: Hans Scheibner, deutscher Kabarettist und Liedermacher († 2022)
- 29. August: Gilbert Amy, französischer Komponist und Dirigent

### September
- 02. September: Klaus Koch, deutscher Jazzmusiker († 2000)
- 05. September: Alyce Andrece, US-amerikanische Sängerin und Schauspielerin († 2005)
- 05. September: Rhae Andrece, US-amerikanische Sängerin und Schauspielerin († 2009)
- 05. September: Attilio Labis, französischer Balletttänzer und Choreograf († 2023)
- 06. September: Clifford Thornton, US-amerikanischer Jazzposaunist und -trompeter († 1989)

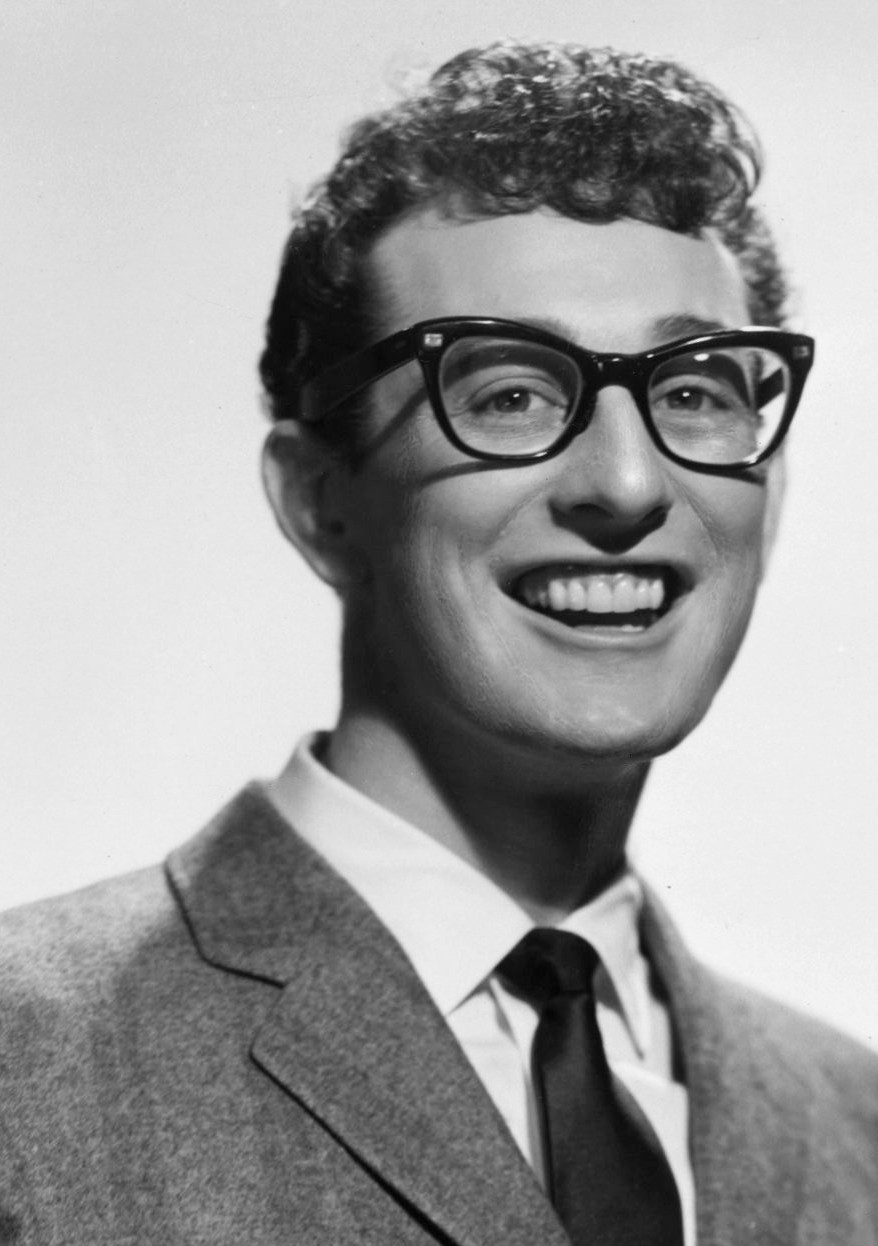
Buddy Holly; * 7. September

- 07. September: Buddy Holly, US-amerikanischer Rock ’n’ Roll Musiker und Komponist († 1959)
- 07. September: Romualds Kalsons, lettischer Komponist und Dirigent († 2024)
- 08. September: Zdeněk Pulec, tschechischer Posaunist († 2010)
- 09. September: Nicolae Sulac, Volksmusiksänger aus der Republik Moldau († 2003)
- 10. September: Wayne Riddell, kanadischer Dirigent, Organist und Musikpädagoge († 2022)
- 13. September: Werner Hollweg, deutscher Opernsänger und Opernregisseur († 2007)
- 14. September: Rudi Wilfer, österreichischer Pianist und Komponist († 2022)
- 17. September: Urs Frauchiger, schweizerischer Musiktheoretiker, Autor und Cellist († 2023)
- 18. September: Ruth Hesse, deutsche Opern- und Konzertsängerin der Stimmlagen Mezzosopran und Alt († 2024)
- 18. September: Jon B. Higgins, US-amerikanischer Musikwissenschaftler und -pädagoge und Sänger († 1984)
- 19. September: Gene Dinwiddie, US-amerikanischer Blues-Saxophonist († 2002)
- 19. September: Martin Fay, irischer Musiker († 2012)
- 21. September: Dickey Lee, US-amerikanischer Sänger und Songschreiber
- 21. September: Sunny Murray, US-amerikanischer Jazzmusiker († 2017)
- 23. September: Klaus Knall, deutscher Dirigent und Kantor
- 26. September: Luís Fernando Veríssimo, brasilianischer Schriftsteller, Kolumnist, Saxophonist und Comic-Zeichner
- 30. September: Flemming Flindt, dänischer Balletttänzer und Choreograph († 2009)

### Oktober
- 01. Oktober: Ingrid Figur, deutsche Konzert- und Oratoriensängerin († 2025)

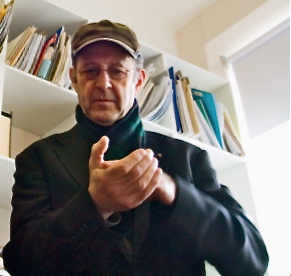
Steve Reich; * 3. Oktober

- 03. Oktober: Steve Reich, US-amerikanischer Komponist
- 05. Oktober: Annerose Schmidt, deutsche Pianistin († 2022)
- 07. Oktober: Charles Dutoit, schweizerisch-kanadischer Dirigent
- 08. Oktober: John Foss, US-amerikanischer Jazz- und Sessionmusiker († 2023)
- 09. Oktober: Nicole Croisille, französische Sängerin, Tänzerin und Schauspielerin († 2025)
- 10. Oktober: To’lqin Qurbonov, usbekisch-sowjetischer Komponist († 2002)
- 10. Oktober: Dickie Rock, irischer Sänger († 2024)
- 11. Oktober: Billy Higgins, US-amerikanischer Jazz-Schlagzeuger († 2001)
- 11. Oktober: Jörg Martin, deutscher Bibliothekar und Musikwissenschaftler († 2014)
- 12. Oktober: Inge Brück, deutsche Sängerin
- 16. Oktober: Gerardo Gandini, argentinischer Komponist († 2013)
- 16. Oktober: Renate Zimmermann, deutsche Organistin
- 18. Oktober: J. C. Moses, US-amerikanischer Jazz-Schlagzeuger († 1977)
- 18. Oktober: Osvaldo Rivas, argentinischer Tangosänger
- 19. Oktober: Peter M. Schneider, deutscher Opernsänger, Schriftsteller und Impresario
- 20. Oktober: Joanna Simon, US-amerikanische Opernsängerin († 2022)
- 24. Oktober: Jimmy Dawkins, US-amerikanischer Blues-Gitarrist († 2013)
- 24. Oktober: Juan José Iturriberry, uruguayischer Komponist
- 24. Oktober: Rainer Kunad, deutscher Komponist († 1995)
- 24. Oktober: Bill Wyman, englischer Bassist, Mitglied der Rolling Stones
- 26. Oktober: Al Casey, US-amerikanischer Gitarrist († 2006)
- 26. Oktober: György Pauk, ungarischer Violinist († 2024)
- 27. Oktober: Conchita Bautista, spanische Sängerin und Schauspielerin
- 28. Oktober: Charlie Daniels, US-amerikanischer Rockmusiker († 2020)
- 28. Oktober: Carl Davis, US-amerikanischer Komponist († 2023)

### November
- 03. November: Judy Loman, US-amerikanische Harfenistin und Musikpädagogin
- 13. November: Anita Guerreiro, portugiesische Fado-Sängerin und Schauspielerin
- 14. November: Carey Bell, US-amerikanischer Blues-Musiker († 2007)

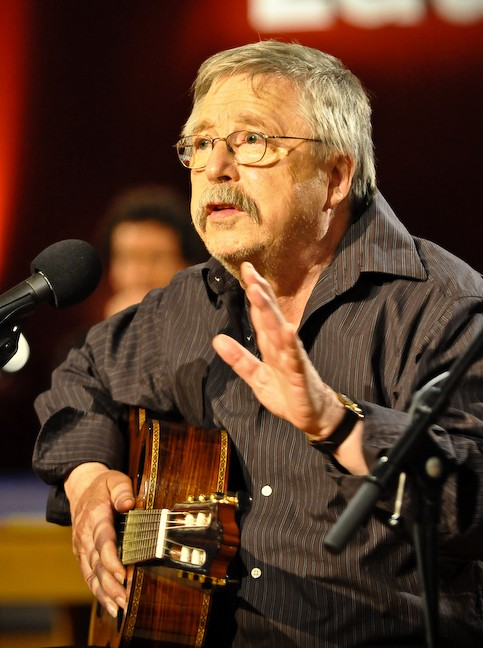
Wolf Biermann; * 15 November

- 15. November: Wolf Biermann, deutscher Liedermacher
- 15. November: Letty de Jong, niederländische Sängerin († 2008)
- 16. November: Antonio Gades, spanischer Tänzer, Choreograf († 2004)
- 16. November: Schirwani Tschalajew, russischer Komponist lakischer Abstammung
- 18. November: Don Cherry, US-amerikanischer Jazzmusiker († 1995)
- 19. November: Bill Allred, US-amerikanischer Jazzposaunist († 2024)
- 19. November: Michel Decoust, französischer Komponist
- 21. November: James DePreist, US-amerikanischer Dirigent und Musikpädagoge († 2013)
- 22. November: Ilse Schwarz-Schiller, deutsche Pianistin, Klavierpädagogin und Konzertveranstalterin
- 22. November: Hans Zender, deutscher Dirigent und Komponist († 2019)
- 23. November: Jimmy Evans, US-amerikanischer Rockabilly-Musiker († 2011)

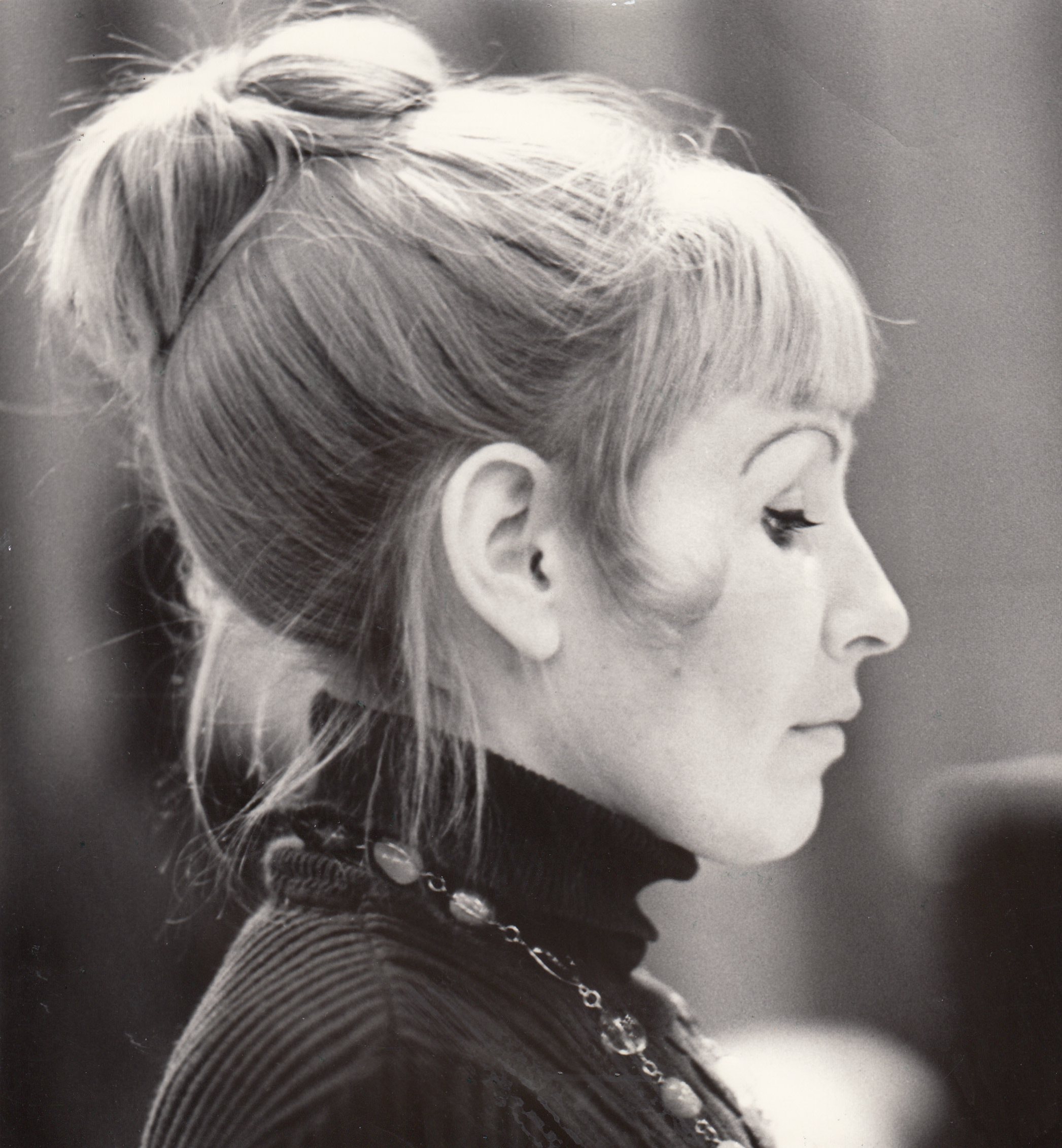
Roswitha Trexler; * 23. November

- 23. November: Roswitha Trexler, deutsche Sängerin (Sopran, Mezzosopran)
- 26. November: Jerome Arnold, US-amerikanischer Musiker
- 27. November: Pierre Morin, kanadischer Cellist, Dirigent und Musikpädagoge
- 28. November: Trisutji Kamal, indonesischer Komponistin und Musikpädagogin († 2021)
- 28. November: Celin Romero, spanischer klassischer Gitarrist
- 30. November: Arndt Bause, deutscher Komponist († 2003)

### Dezember
- 01. Dezember: Lize Marke, belgische Sängerin
- 02. Dezember: Peter Michael Braun, deutscher Komponist († 2019)
- 03. Dezember: Eberhard Glauner, deutscher Jazzmusiker, Rechtsanwalt und Kabarettist († 2013)
- 03. Dezember: Wilfried Jochims, deutscher Opernsänger (Tenor) un Professor für Gesang († 2024)
- 03. Dezember: Ove Johansson, schwedischer Jazz- und Fusionmusiker († 2015)
- 05. Dezember: Jeanette Scovotti, US-amerikanische Sopranistin
- 07. Dezember: Jan Hora, tschechischer Organist und Musikprofessor
- 08. Dezember: Malcolm Forsyth, südafrikanisch-kanadischer Posaunist, Komponist, Dirigent und Musikpädagoge († 2011)
- 08. Dezember: Johnny Gentle, britischer Sänger († 2024)
- 11. Dezember: Atsuko Azuma, japanische Sopranistin († 1999)
- 11. Dezember: Carlos Moreno, argentinischer Tangosänger († 2015)
- 15. Dezember: Eddie Palmieri, US-amerikanischer Sänger, Pianist und Orchesterleiter († 2025)
- 17. Dezember: Herbert Ermert, deutscher Dirigent und Pianist († 2024)
- 17. Dezember: Tommy Steele, britischer Sänger, Schauspieler und Entertainer
- 20. Dezember: Judy Henske, US-amerikanische Sängerin und Songschreiberin († 2022)
- 21. Dezember: Éric Gaudibert, Schweizer Komponist († 2012)
- 23. Dezember: La Lupe, kubanische Sängerin († 1992)
- 24. Dezember: Chris McGregor, südafrikanischer Pianist, Komponist und Bandleader († 1990)
- 25. Dezember: Şakiro, kurdischer Dengbêj († 1996)
- 26. Dezember: Baldur Beyer, deutscher Sportlehrer und Alphornspieler († 2021)
- 28. Dezember: Zeynəb Xanlarova, aserbaidschanische Sängerin und Politikerin
- 29. Dezember: Witalij Hodsjazkyj, ukrainischer Komponist

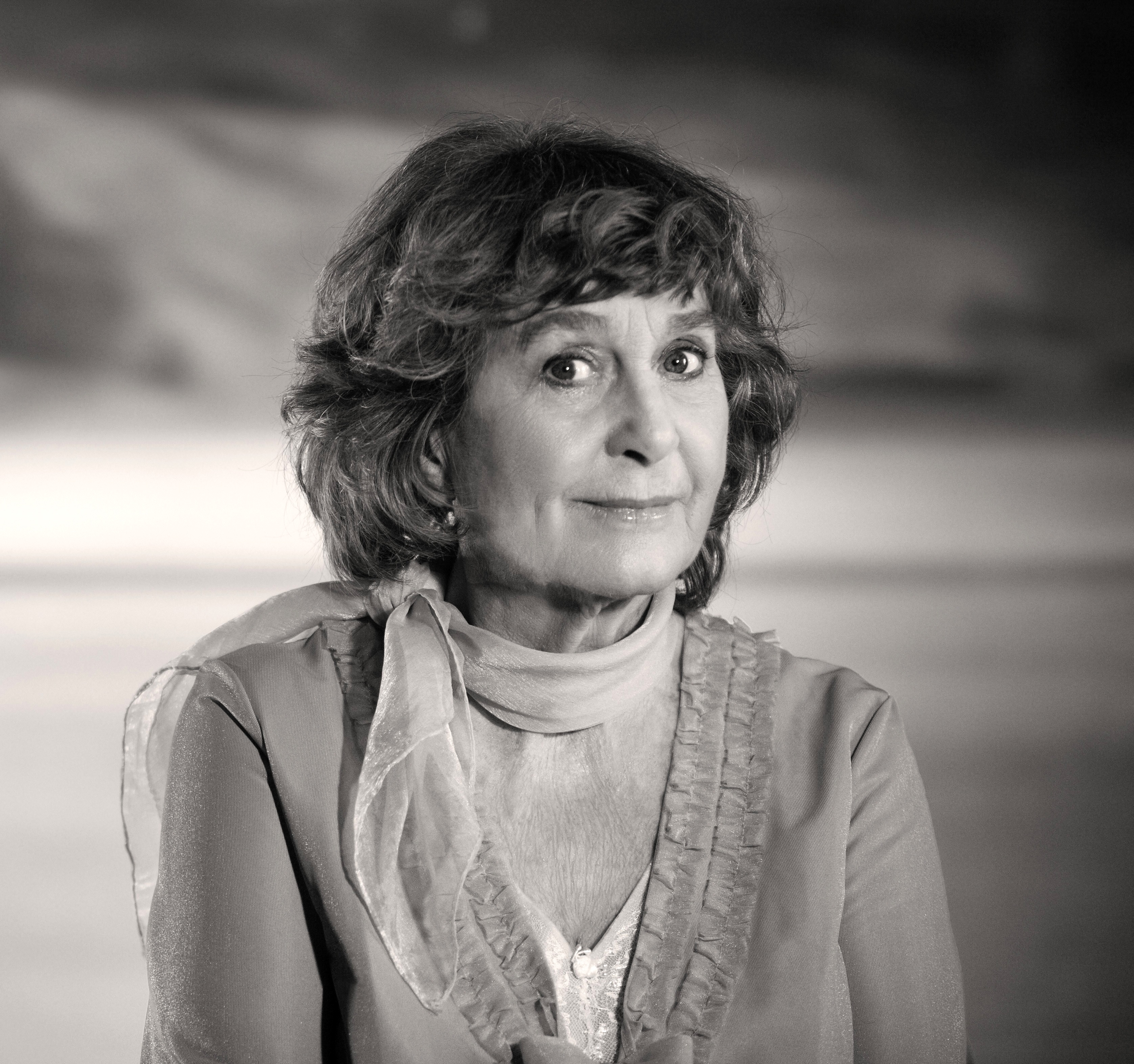
Siw Malmkvist; * 31. Dezember

- 31. Dezember: Siw Malmkvist, schwedische Schlagersängerin

### Genaues Geburtsdatum unbekannt
- Helge Aafløy, norwegischer Musikpädagoge, Organist und Komponist
- Ingeborg Allihn, deutsche Musikwissenschaftlerin, Autorin und Rundfunkjournalistin
- Martin Bogdahn, deutscher evangelischer Bischof und Liedtexter
- Rocky Boyd, US-amerikanischer Jazzmusiker
- Józef Brejza, polnischer Hornist
- Maria Grevesmühl, deutsche Violinistin und Hochschuldozentin († 1996)
- Frieder Latzina, deutscher Musikverleger
- Perry Lind, US-amerikanischer Jazzmusiker († 2022)
- Graham Lyons, britischer Musiker (Holzblasinstrumente), Komponist und Arrangeur († 2024)
- Joy Marshall, US-amerikanische Pop- und Jazzsängerin († 1968)
- Seán Ó Sé, irischer Sänger
- Rodger Parrett, US-amerikanischer Jazzmusiker († 2023)
- Marvin Pattillo, US-amerikanischer Jazzmusiker (Schlagzeug, Perkussion)
- Eleonore Schwarz, österreichische Sängerin
- Serge Wintsch, Schweizer Jazzmusiker († 2022)

## Gestorben

### Januar bis Juni
- 07. Januar: Guy d’Hardelot, französische Sängerin und Gesangslehrerin (* 1858)
- 22. Januar: Louis Glass, dänischer Komponist (* 1864)
- 17. Februar: Colette Andris, französische Schauspielerin, Varietékünstlerin und Schriftstellerin (* 1901)
- 19. Februar: Tom Stacks, US-amerikanischer Jazzmusiker (* 1899)
- 22. Februar: Natalie Duesberg, österreichische Konzertpianistin und Klavierlehrerin (* 1872)
- 03. März: Theodor Albin Findeisen, deutscher Kontrabassist und Pädagoge (* 1881)
- 04. März: Ruben Liljefors, schwedischer Komponist (* 1871)
- 14. März: Albert Gorter, deutscher Kapellmeister und Komponist (* 1862)
- 30. März: Karel Hoffmann, tschechischer Geiger und Musikpädagoge (* 1872)
- 05. April: Oskar Zehrfeld, deutscher Komponist und Musikpädagoge (* 1854)
- 11. April: Karl Schell, schweizerischer Komponist, Dirigent und Organist (* 1864)
- 15. April: Hilda Sehested, dänische Pianistin und Komponistin (* 1858)
- 17. April: Julius Spengel, deutscher Komponist, Dirigent und Pianist (* 1853)

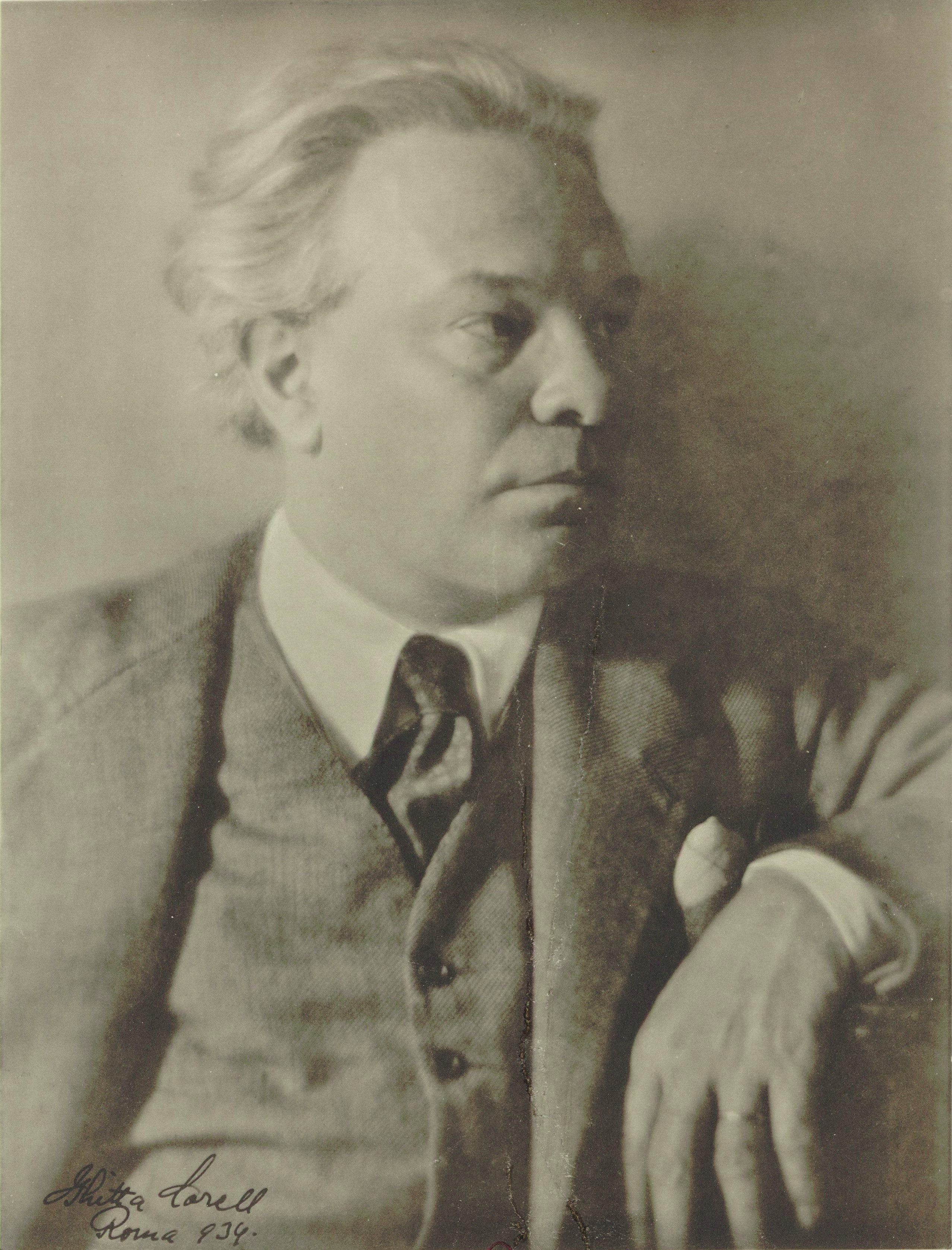
Ottorino Respighi; † 18. April

- 18. April: Ottorino Respighi, italienischer Komponist (* 1879)
- 12. Mai: Axel Klinckowström, Zoologe, Forschungsreisender und Schriftsteller (* 1867)
- 25. Mai: Ján Levoslav Bella, slowakischer Komponist (* 1843)
- 27. Mai: Anton Schmutzer, österreichischer Musiker und Komponist (* 1864)
- 30. Mai: Carlos Nasca, argentinischer Tangokomponist und Plattenproduzent (* 1873)
- 04. Juni: Mathilde Verne, englische Pianistin und Musikpädagogin (* 1865)
- 05. Juni: Luigi Forino, italienischer Cellist und Musikpädagoge (* 1868)
- 06. Juni: Posey Rorer, US-amerikanischer Old-Time-Musiker (* 1892)
- 09. Juni: Hildegard Stolle, deutsche Konzertsängerin, Pianistin und Gesangspädagogin (* 1880)
- 10. Juni: Marcel Chailley, französischer Geiger und Musikpädagoge (* 1881)
- 24. Juni: Jefimija Petrowna Kriwoschejewa, russische bzw. sowjetische Liedermacherin und Geschichtenerzählerin ersjanischer Herkunft (* 1867)

### Juli bis Dezember
- 11. Juli: Emili Karlowitsch Medtner, russischer Publizist und Literatur- und Musikkritiker (* 1872)
- 20. Juli: Arthur Whiting, US-amerikanischer Komponist, Organist und Pianist (* 1861)
- 04. August: Henry Schoenefeld, US-amerikanischer Komponist (* 1857)
- 05. August: Georges Caussade, französischer Komponist und Musikpädagoge (* 1873)
- 06. August: Willi Ostermann, deutscher Liedermacher und Karnevalist (* 1876)
- 09. August: Máximo Arrates Boza, panamaischer Komponist (* 1859)
- 10. August: Julien Tiersot, französischer Musikwissenschaftler, Komponist und Pionier der Musikethnologie (* 1857)
- 11. August: Márton Pálffi, ungarisch-siebenbürgischer Übersetzer, Hochschullehrer und Schriftsteller (* 1873)
- 26. August: Gustav Müller, österreichischer Schauspieler, Regisseur, Opernsänger und Theaterleiter (* 1873)
- 27. August: Émile Taranto, kanadischer Geiger, Musikpädagoge und Komponist (* 1878)

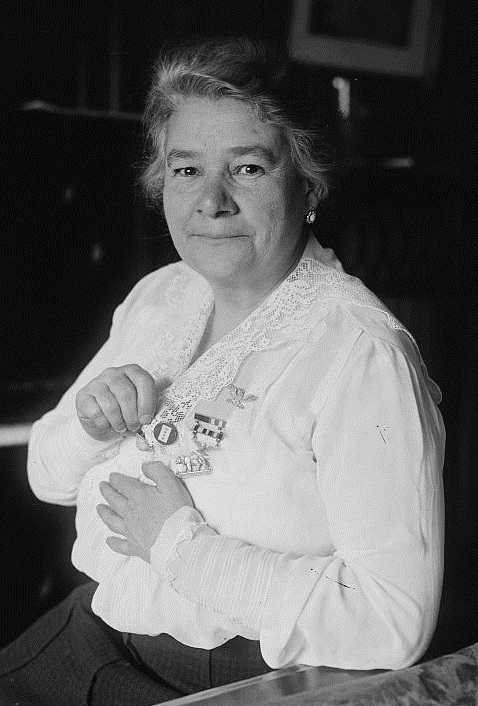
Ernestine Schumann-Heink; † 17. November

- 17. November: Ernestine Schumann-Heink, österreichische Opernsängerin (* 1861)
- 06. Dezember: Emil Adamič, slowenischer Komponist (* 1877)
- 06. Dezember: Alexander Wiktorowitsch Satajewitsch, russisch-sowjetischer Ethnograph und Komponist (* 1869)

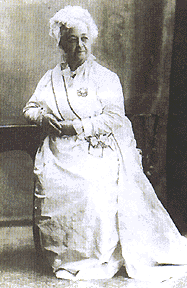
Leyla Saz; † 6. Dezember

- 06. Dezember: Leylâ Saz, türkische Komponistin (* 1850)
- 08. Dezember: William C. Carl, US-amerikanischer Organist und Musikpädagoge (* 1865)
- 23. Dezember: Karel Navrátil, tschechischer Komponist (* 1867)
- 25. Dezember: Pierre Maurice, Schweizer Komponist (* 1868)
- 29. Dezember: Theodor Pfeiffer, deutscher Komponist, Dirigent, Organist, Chorleiter und Musikpädagoge (* 1875)

### Genaues Todesdatum unbekannt
- Italo Casella, italienisch-argentinischer Geiger (* 1862)
- Occide Jeanty, haitianischer Komponist (* 1860)
- Zula Pogorzelska, polnische Sängerin, Schauspielerin und Tänzerin (* 1898)

### Gestorben um 1936
- Marco Großkopf, österreichisch-ungarischer Dirigent und Theaterdirektor (* 1877)